# Крюкова, Антонина Яковлевна
Антонина Яковлевна Крюкова (5 марта, 1936 год, Сухаревка (Башкортостан), Мелеузовский район, Башкирская АССР) — советский, российский учёный-терапевт. Доктор медицинских наук (1988). Профессор (1989). Отличник здравоохранения СССР (1975). Заслуженный работник высшей школы Российской Федерации (2003). Заслуженный врач Республики Башкортостан (2000).

## Биография
Крюкова Антонина Яковлевна родилась 5 марта 1936 года в деревне Сухаревка (Башкортостан), Мелеузовского района Башкирской АССР. Деревня Сухаревка была основана русскими крестьянами в конце 19 века на земле, арендованной у башкир деревни Нурдавлетово и Сабашево. Здесь родился будущий академик, писатель, главный редактор журнала «Новый мир», Герой Социалистического Труда Сергей Павлович Залыгин .
После окончания в 1963 году Башкирского государственного медицинского института работала в Архангельской центральной районной больнице (Башкирская АССР), с 1966 — в участковым терапевтом в больнице Центральной усадьбы Стерлитамакского совхоза.

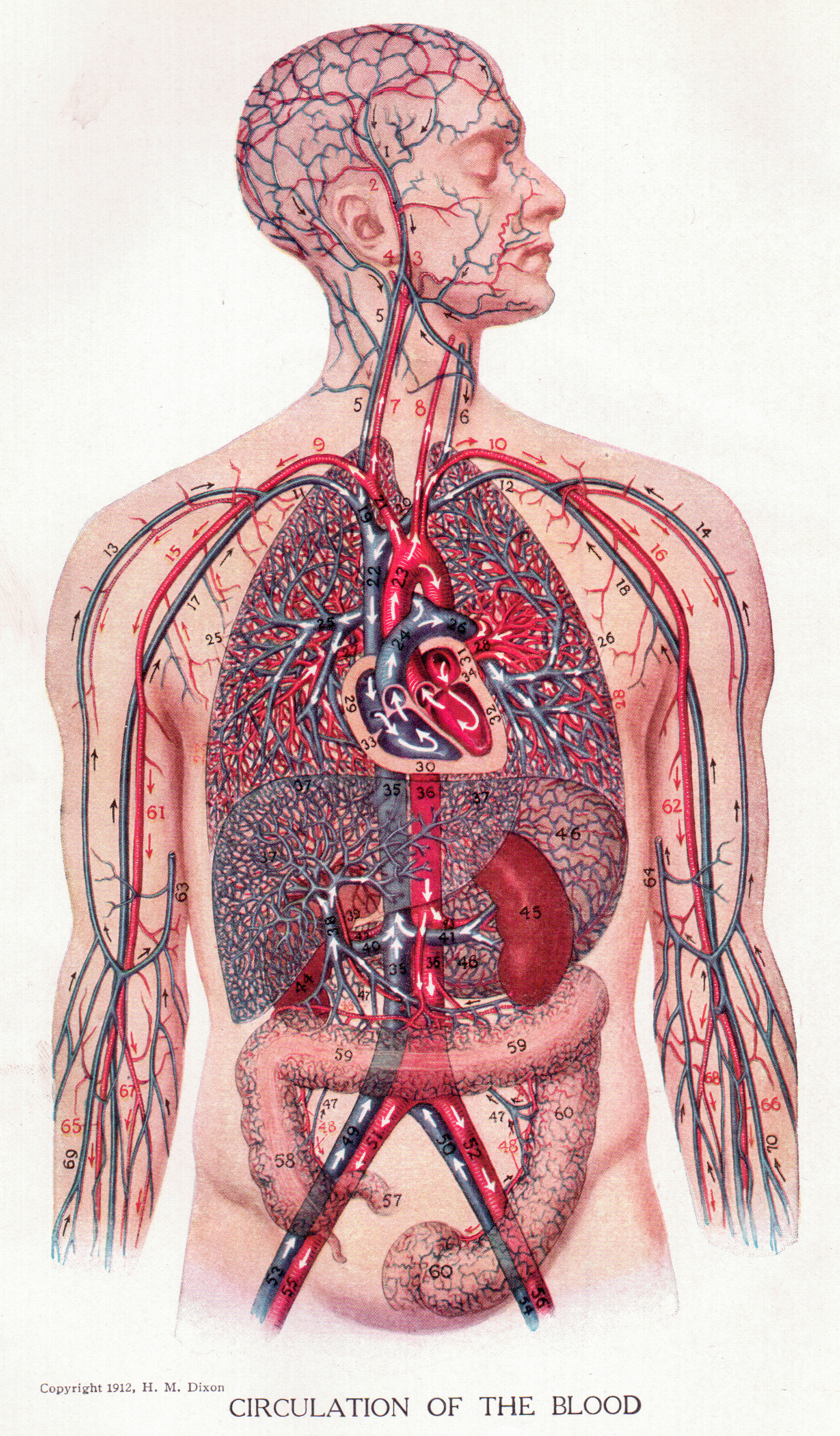
Кровеносная система человека

С 1968 года — главный терапевт отдела здравоохранения Уфимского городского совета народных депутатов.
В 1971—1975 годах обучалась в заочной аспирантуре на кафедре факультетской терапии Башкирского государственного медицинского института. С 1978 года преподаёт в Башкирском государственном медицинском университете. В 1986 году организовала кафедру поликлинической терапии.
Доктор медицинских наук (1988), профессор (1989). Отличник здравоохранения СССР (1975). Заслуженный работник высшей школы Российской Федерации (2003). Заслуженный врач Республики Башкортостан (2000).

## Научная деятельность
Научные исследования А. Я. Крюковой посвящены совершенствованию методов диагностики, в том числе генетических исследований; терапии и профилактики гастроэнтерологических заболеваний. Крюковой разработаны рекомендации по реабилитации и предупреждению инвалидности работников промышленных предприятий, страдающих язвенной болезнью, образовательные программы по профилактике заболеваний внутренних органов, которые внедрены в лечебно-профилактические учреждениях Республики Башкортостан.
В последние годы под руководством А. Я. Крюковой в практику здравоохранения внедрено около 200 новых методов диагностики и лечения больных с различной патологией внутренних органов, апробации новых лекарственных препаратов, внедрены новые методы ранней диагностики и профилактики заболеваний билиарной, сердечно-сосудистой системы у лиц молодого возраста, клинико-лабораторные методы ранней диагностики атеросклероза, 7 рационализаторских предложений по актуальным вопросам внутренних заболеваний.
Под руководством профессора Крюковой А. Я. защищено 5 докторских и 13 кандидатских диссертаций. В 2000 и 2009 годах издан учебник «Поликлиническая терапия» (дополнен в 2002 году); 6 монографий, 65 методических пособий для студентов, преподавателей и врачей практического здравоохранения.
Автор свыше 450 научных трудов и 3 изобретений.

## Научные труды
- Поликлиническая терапия. Уфа, 2009 (соавт.);
- Методические подходы к проведению образовательных программ для больных, страдающих хроническим гастритом, язвенной болезнью желудка и двенадцатиперстной кишки в амбулаторно-поликлинических условиях: метод. рук. для врачей. Уфа, 2013 (соавт.);
- Качество жизни как критерий оценки эффективности диспансеризации больных язвенной болезнью двенадцатиперстной кишки у лиц молодого возраста. Уфа, 2015 (соавт.).
- Роль дополнительной диспансеризации в современной диагностике, лечении, профилактике обострений и улучшении качества жизни больных язвенной болезнью

## Почётные звания
- Отличник здравоохранения СССР (1975).
- Заслуженный работник высшей школы Российской Федерации (2003).
- Заслуженный врач Республики Башкортостан (2000).